# الرظمة (المشنة)

تعديل مصدري - تعديل

الرظمة هي إحدى قرى عزلة الحوج العدنى بمديرية المشنة التابعة لمحافظة إب، بلغ تعداد سكانها 257 نسمة حسب تعداد اليمن لعام 2004.